# Tập tính cảnh giác
Tập tính cảnh giác (Vigilance) trong lĩnh vực sinh thái học hành vi đề cập đến việc một con vật có hành vi thăm dò, kiểm tra, dò xét môi trường xung quanh nó để tăng khả năng phát hiện, nhận biết về sự hiện diện của một động vật ăn thịt đang rình rập, ẩn nấp đâu đó. Tính cảnh giác cao độ và luôn tập trung dò xét thận trọng là một tập tính quan trọng trong quá trình kiếm ăn vì nhiều động vật thường phải mạo hiểm ra khỏi nơi ẩn nấp an toàn để tìm thức ăn, đây là một trong những cơ chế tự vệ của động vật vốn là con mồi.
Tuy nhiên, sự thận trọng sẽ phải trả giá bằng thời gian dành cho việc tìm thức ăn và việc ăn bữa ăn kiếm được, do đó sẽ có một sự đánh đổi giữa cả hai. Khoảng thời gian mà động vật dành để cảnh giác phụ thuộc vào nhiều yếu tố bao gồm nguy cơ bị săn mồi và cái đói và cả cái khát. Cảnh giác thường được quan sát thấy ở những động vật kiếm ăn theo nhóm, chẳng hạn như chim chích chòe than mắt vàng (Junco phaeonutus) và chồn đất/cầy vằn (Suricata suricatta). Kiếm ăn theo nhóm làm giảm nguy cơ bị săn mồi của một cá thể và cho phép chúng giảm cảnh giác của chính mình trong khi cảnh giác của cả nhóm vẫn được duy trì.
Các tín hiệu đánh động, cảnh báo có thể được sử dụng để cảnh báo nhóm về sự hiện diện của những kẻ săn mồi. Các nhóm của một số loài có ít nhất một cá thể làm nhiệm vụ canh gác trông chừng những kẻ săn mồi trong khi những cá thể còn lại sẽ lo đi kiếm ăn. Những con mồi cũng có thể tự bảo vệ bằng sự đoàn kết được đặc trưng bởi một lối sống theo bầy, theo đó giúp chúng gia tăng sự cảnh giác đối với kẻ thù chẳng hạn như một bầy nai sẽ có sự cảnh giác, chú ý cao hơn vì có nhiều cá thể quan sát hơn so với một cá thể nai đi lạc, tuy có bản năng cảnh giác và sợ sệt nhưng có thể chúng không bao quát như khi đi theo bầy.

## Đại cương

### Lợi ích
Đánh đổi rủi ro giữa việc kiếm ăn và bị ăn thịt là việc cảnh giác và kiến ăn nói chung là những hoạt động loại trừ lẫn nhau, dẫn đến việc những kẻ đi kiếm ăn phải đối mặt với sự đánh đổi giữa năng lượng ăn vào và sự an toàn trước sự săn mồi. Khi thời gian phân bổ cho việc quan sát, nghe ngóng động tĩnh làm giảm thời gian dành cho việc ăn, uống, xử lý thức ăn, những cá thể cảnh giác phải dành nhiều thời gian hơn cho việc kiếm ăn để có được lượng thức ăn cần thiết. Điều này cản trở các hoạt động khác trong quỹ thời gian của chúng, chẳng hạn như giao phối và kéo dài thời gian tiếp xúc với động vật ăn thịt khi kiếm ăn diễn ra xa nơi trú ẩn. Khi thời gian kiếm ăn bị hạn chế, những con vật cảnh giác sẽ bị giảm năng lượng ăn vào và luôn trong trạng thái thiếu đói vì phải sẵn sàng bỏ của chạy lấy người. 

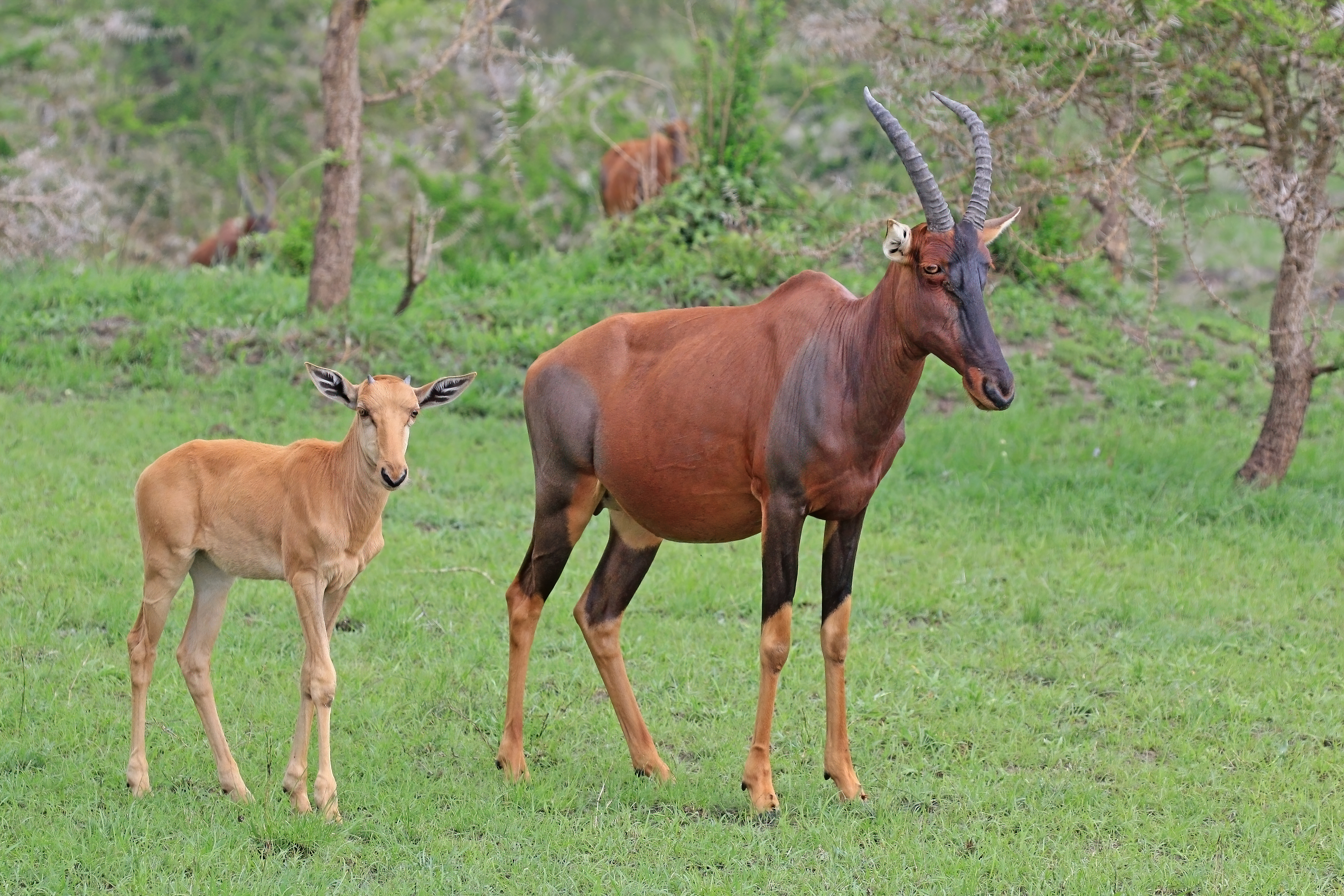
Linh dương châu Phi được biết đến là các loài có tinh thần cảnh giác cao trước những kẻ săn mồi

Các mô hình tối ưu có thể được sử dụng để dự đoán các quyết định kiếm ăn của một con vật dựa trên chi phí (nguy cơ ăn thịt, chết đói) và lợi ích (an toàn, thức ăn), cũng bị ảnh hưởng bởi sinh lý học như mức độ đói khát (câu nói: Cơn khát chiến thắng nỗi sợ). Sóc xám (Sciurus carolinensis) kiếm ăn với sự an toàn trên cây để giảm thiểu sự tiếp xúc với động vật ăn thịt trong quá trình xử lý thức ăn, chúng phải thay đổi hành vi của chúng theo chi phí và lợi ích tương đối khi kiếm ăn ngoài trời. Các loại thức ăn nhỏ được tiêu thụ ngay lập tức để tối đa hóa năng lượng ăn vào, vì chúng đòi hỏi ít thời gian xử lý nên chi phí rủi ro ăn thịt thấp. Các vật phẩm lớn đòi hỏi thời gian xử lý lâu và do đó có thời gian tiếp xúc với động vật ăn thịt, được mang về nơi an toàn của cây để giảm thiểu nguy cơ bị động vật ăn thịt vồ khi chúng đang mải mê ăn.
Rủi ro săn mồi tổng thể là một hàm số của sự phong phú, hoạt động và khả năng phát hiện ra kẻ săn mồi, cũng như khả năng kẻ săn mồi có thể thoát khỏi kẻ săn mồi nếu nó không cảnh giác. Động vật ưu tiên sự cảnh giác hơn là việc mãi mê ăn khi nguy cơ bị săn mồi cao. Ví dụ, chim chích chòe mắt vàng dành nhiều thời gian hơn để tìm kiếm kẻ thù khi một kẻ săn mồi tiềm năng, diều hâu Harris (Parabuteo unicinctus), hiện diện so với khi diều hâu vắng mặt. Một yếu tố khác ảnh hưởng đến sự cảnh giác là lợi ích mong đợi từ việc kiếm ăn khi không có động vật ăn thịt. Điều này phụ thuộc vào chất lượng thức ăn cũng như trạng thái năng lượng của cá thể. Nếu có nhiều thứ thu được từ việc kiếm ăn, những kẻ kiếm ăn có thể bỏ qua sự cảnh giác.
Tương tự như vậy, nếu động vật đang đói khát có khả năng chết vì đói cao hơn vì bị săn mồi, thì việc ch nhận sự hy sinh sự cảnh giác để đáp ứng yêu cầu về năng lượng sẽ có lợi hơn, lúc này chúng sẽ trở nên liều lĩnh và dạn dĩ. Khi cá gai ba gai (Gasterosteus aculeatus) bị thiếu thức ăn, chúng thích kiếm ăn ở những nơi có mật độ bọ chét nước cao. Cái giá phải trả cho sự lựa chọn này là cá gai phải tập trung chọn con mồi do 'hiệu ứng nhầm lẫn của kẻ săn mồi' nơi có nhiều mục tiêu di động khiến kẻ săn mồi khó chọn ra từng con mồi. Sự lựa chọn này có nghĩa là cá gai ít có khả năng truy tầm kẻ săn mồi hơn tuy nhiên nguy cơ chết đói tương đối cao hơn nguy cơ bị ăn thịt.

### Các yếu tố
Môi trường sống và lựa chọn nguồn thức ăn: Trạng thái của động vật có thể thay đổi do hành vi của nó và ngược lại do phản hồi động giữa việc kiếm ăn, dự trữ cơ thể và nguy cơ bị săn mồi. Phản hồi có thể ảnh hưởng đến lựa chọn của một cá thể về địa điểm, thời gian và những gì để cung cấp. Nếu nguy cơ bị săn mồi lớn đến mức động vật phải duy trì mức độ cảnh giác đến mức hạn chế việc kiếm ăn, dùng bũa thì nó có thể chọn một giải pháp thay thế. Ví dụ, cá thái dương mang xanh bluegill (Lepomis macrochirus) có sự lựa chọn kiếm ăn sinh vật phù du trong sự an toàn của lau sậy hoặc động vật không xương sống đáy là nguồn thức ăn chất lượng hơn.
Khi có động vật ăn thịt (cá vược miệng rộng), cá thái dương nhỏ hơn dành phần lớn thời gian kiếm ăn trong đám lau sậy mặc dù lựa chọn này làm giảm lượng thức ăn của chúng và tốc độ tăng trưởng theo mùa. Cá thái dương quá lớn để ăn thức ăn của cá vược gần như hoàn toàn là sinh vật đáy. Mặc dù ở trong lau sậy có nghĩa là tốc độ tăng trưởng chậm hơn và thời gian dài hơn để có kích thước dễ bị tấn công bởi động vật ăn thịt, để sống sót tối đa, cá thái dương chọn ở trong lau sậy ăn sinh vật phù du cho đến khi chúng đạt đến kích thước nhất định và sau đó rời đi kiếm ăn sinh vật đáy. Động vật ăn đêm thay đổi thời gian kiếm ăn của chúng dựa trên mức độ ánh sáng để tránh cho ăn khi ánh trăng sáng vì đây là lúc nguy cơ bị săn mồi cao nhất.

## Biểu hiện

### Quan sát

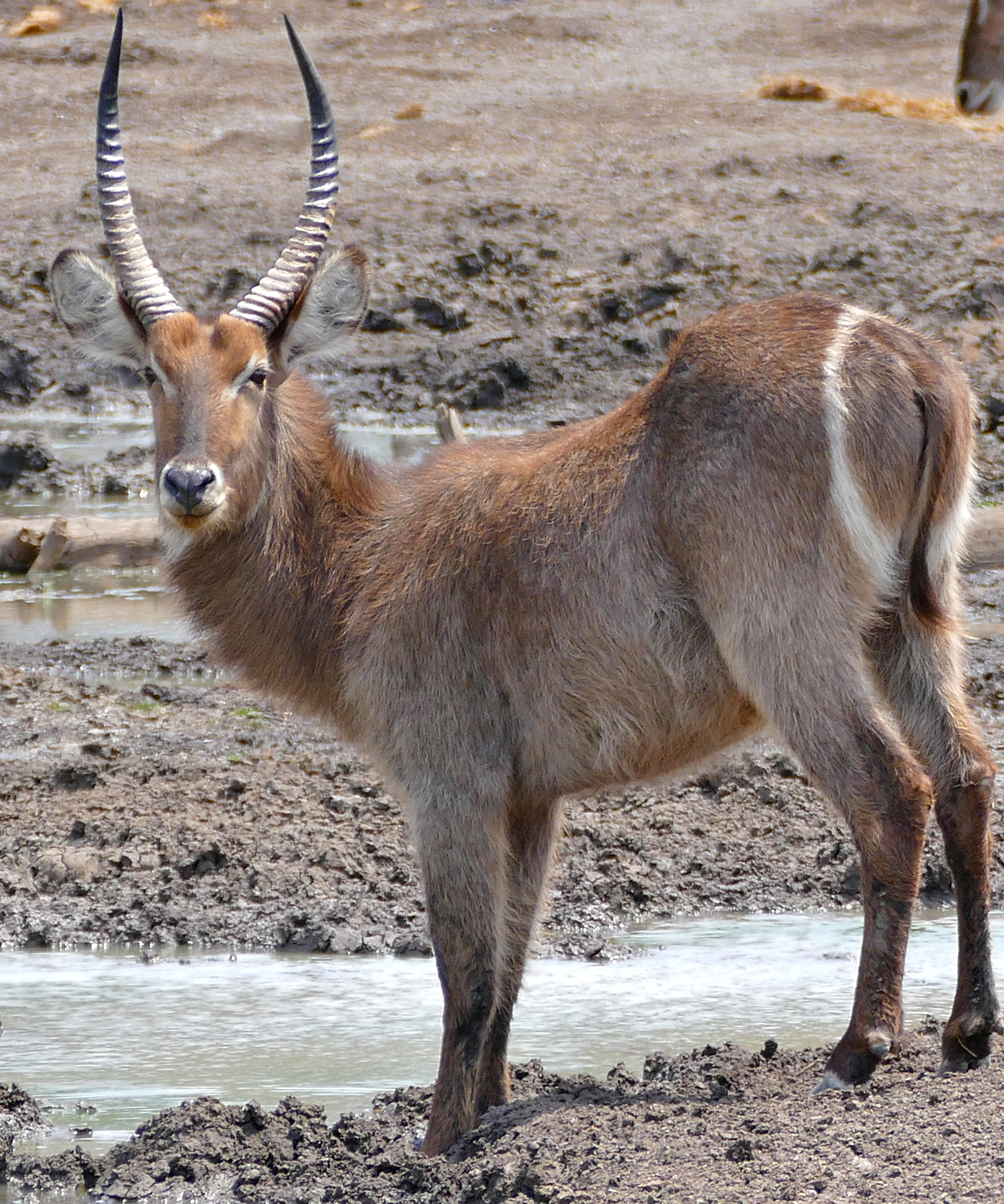
Một con linh dương đang quan sát chăm chú

Sự cảnh giác, nhút nhát, sợ sệt, nhạy cảm là những đặc tính của các con mồi khi có những mối nguy hiểm hay bất an, cảm giác sợ hãi thậm chí còn tồn tại ở loài người. Nỗi sợ là bản năng gốc giúp động vật sinh tồn, giúp nhận thức được hiểm nguy. Nhà tâm lý Susan Jeffers cho rằng: sợ hãi là cảm xúc tiêu cực, xuất hiện từ việc nhận thức các mối đe dọa, sợ là khả năng nhận ra nguy hiểm và chạy trốn khỏi nó hoặc chiến đấu chống lại. Sợ hãi vốn là một cảm tính bản năng của con người, nó cũng rất cần thiết trong cuộc sống và nỗi sợ luôn giúp con người đề cao cảnh giác, phản ứng và trực giác sẽ mách nên chiến đấu hay bỏ chạy, rời xa khỏi nguy hiểm.
Ngẩng đầu ngó lơ láo là chỉ số cảnh giác được sử dụng phổ biến nhất, vì nhiều loài động vật thường đầu cúi thấp để tìm kiếm và xử lý thức ăn. Các loại thực phẩm khác nhau yêu cầu cách xử lý khác nhau có thể ảnh hưởng đến mức độ cảnh giác mà động vật có thể duy trì. Ví dụ, những hạt không có vỏ trấu, chim không cần xử lý nhiều nên nhanh chóng bị chim mổ vào đầu khiến chim rơi xuống, điều này không phù hợp với sự cảnh giác. Trong các tình huống có nguy cơ bị ăn thịt cao, động vật có thể chọn thức ăn có thể kiếm được trong khi duy trì cảnh giác.
Những kẻ săn mồi cũng có thể nhắm vào những con mồi kém cảnh giác hơn, lơ đãng vì chúng có khả năng phát hiện ra kẻ săn mồi muộn màng hơn và do đó phản ứng chậm hơn. Báo gêpa (Acinonyx joyatus) chọn những con linh dương Thomson (Eudorcas thomsonii) ít hoạt bát hơn trước khi bắt đầu một cuộc rượt đuổi và nhắm mục tiêu chúng để tấn công. nó phải tìm thức ăn và tìm thật nhanh nó nhắm vào những con mồi như những hoạt động ngầm, và đặc biệt nhắm vào những con tơ, những con chậm chạp và thiếu cảnh giác. Nếu con báo càng tiếp cận gần con mồi trước khi nó thực sự chạy thì khả năng bắt được con mồi càng cao. Việc phục kích sẽ ít mất năng lượng hơn là khi thực hiện một chuyến săn đuổi từ đầu.
Khi vào phạm vi vài trăm mét thì con báo sẽ ẩn mình và di chuyển cực kỳ chậm nó có thể bám theo con mồi gần 1 giờ để chờ con mồi lạc đàn, nếu tấn công liền thì con báo sẽ mất nhiều năng lượng cho một cuộc rượt đuổi dài. Sau khi chạy mệt mỏi để bắt được con mồi giữa đồng trống, con mồi của nó trở thành mục tiêu cho những vụ trộm trong khi nó cần phải điều hòa nhịp tim và tốc độ hô hấp sau đó mới nghỉ đến chuyện xử lý con mồi của nó.  Giết được con mồi chỉ là một nữa trận chiến, việc còn lại là nó phải tha con mồi đi trước khi gây sự chú ý, rồi thì nó vừa phải ăn đồng thời vừa cảnh giác cao độ.

### Theo nhóm

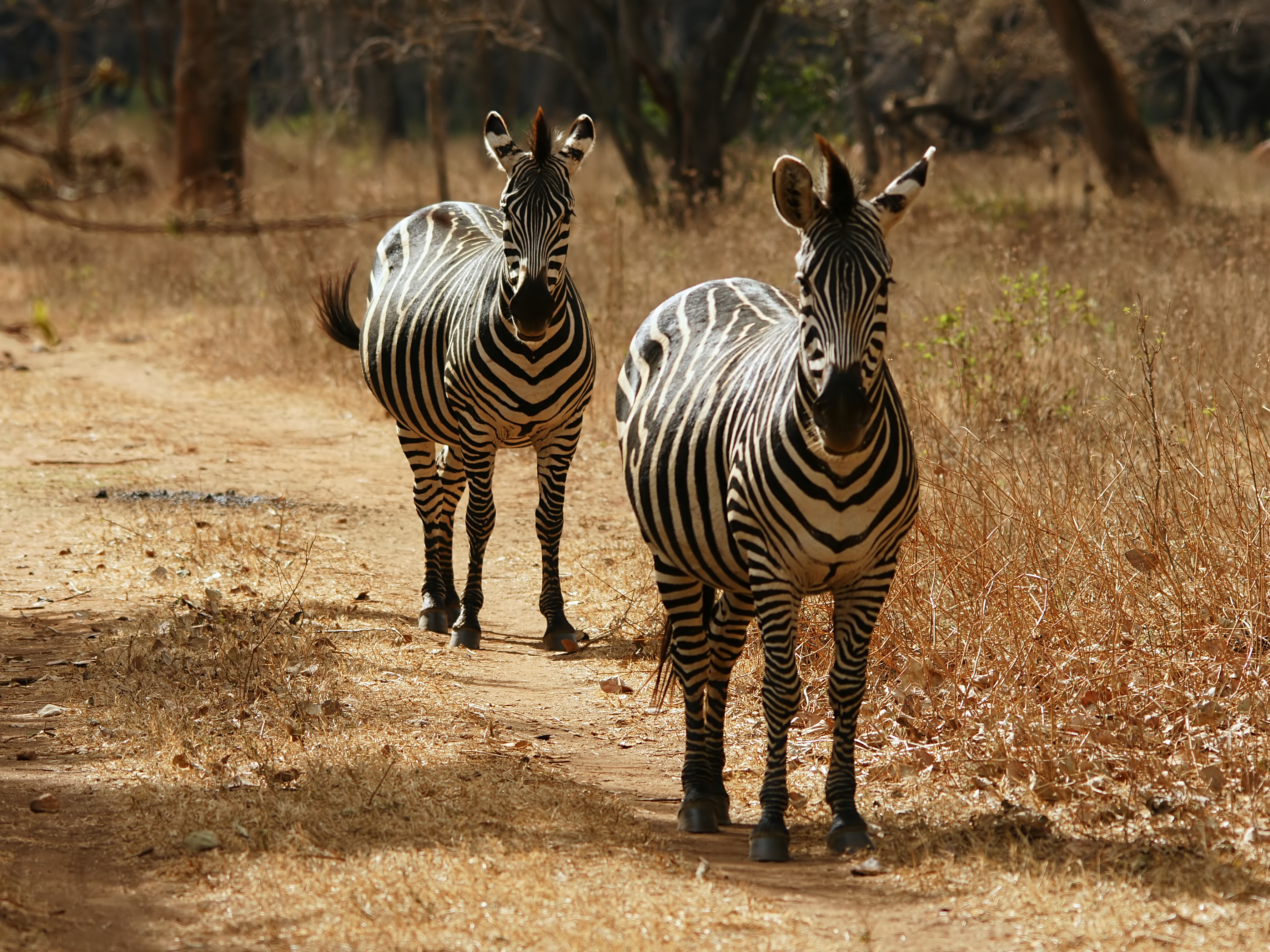
Ngựa vằn cảnh giác theo nhóm

Khi loài chim Junco hymenalis kiếm ăn theo bầy nhỏ, chúng thích ăn những miếng thức ăn lớn hơn so với khi chúng là một phần của bầy lớn hơn. Khi các cá thể trong các đàn nhỏ hơn có nhu cầu cảnh giác cao hơn (xem thêm: Cảnh giác theo nhóm), các mẩu thức ăn lớn có lợi hơn vì chúng đòi hỏi thời gian xử lý lâu hơn có thể được sử dụng đồng thời để vừa tìm vừa kiếm ăn trong khi các loài chim ăn từng mẩu nhỏ phải ngắt quãng ngừng kiếm ăn để liếc xem môi trường của chúng. Cảnh giác theo nhóm trong cả kiếm ăn đơn lẻ và theo nhóm đều có nhiều chi phí và lợi ích nhưng đối với nhiều loài động vật, kiếm ăn theo nhóm là chiến lược tối ưu.
Trong số nhiều lợi ích của việc kiếm ăn theo nhóm, giảm nguy cơ bị săn mồi bằng cách nâng cao cảnh giác là một trong những lợi ích. Một nhóm động vật có thể giỏi hơn trong cả việc tìm kiếm thức ăn so với những động vật sống đơn độc. Chim bồ câu gỗ (Columba palumbus) trong đàn lớn có nhiều khả năng thoát khỏi sự săn mồi hơn bởi những con chim sẻ vì chúng có thể phát hiện ra chúng và bay đi nhanh hơn so với chúng bay riêng lẻ. Điều này là do trong những đàn lớn hơn, nhiều khả năng một con chim sẽ nhận ra diều hâu sớm hơn và cảnh báo cả nhóm bằng cách bay đi. Săn mồi theo nhóm cho phép kẻ săn mồi hạ gục con mồi lớn hơn, cũng như con mồi có thể chạy nhanh hơn kẻ săn mồi nhưng có thể bị bắt bởi một cuộc phục kích. Sự hiện diện của nhiều kẻ săn mồi cũng gây ra sự hoảng sợ cho các nhóm con mồi, thường khiến chúng bỏ chạy theo các hướng khác nhau, khiến những kẻ săn mồi dễ dàng tìm ra mục tiêu.
Kiếm ăn theo nhóm cũng có một số lợi ích chống động vật ăn thịt. Việc trở thành một phần của nhóm làm giảm nguy cơ bị tấn công của một cá thể, vì càng có nhiều thành viên trong nhóm, xác suất cá thể đó trở thành nạn nhân càng thấp. Việc chia nhóm có thể làm giảm khả năng bắt mồi của kẻ săn mồi. Việc "pha loãng" nguy cơ ăn thịt chỉ xảy ra nếu các nhóm động vật không dễ bị tấn công hơn các cá thể. Thường thì các nhóm lớn dễ bị động vật ăn thịt hơn nên việc chia nhóm có thể làm tăng nguy cơ bị tấn công. Cá acara cichlid xanh (Aequidens pulcher) chọn các bãi cá bảy màu (Poecilia reticulate) để tấn công dựa trên mức độ dễ thấy của chúng, thích các bãi biển lớn hơn hoặc có nhiều chuyển động hơn. Kiếm ăn theo nhóm đòi hỏi sự chia sẻ vì vậy cũng có thể dẫn đến sự cạnh tranh lớn hơn về thức ăn.
Các nhóm động vật lớn có thể phát hiện ra kẻ săn mồi sớm hơn vì xác suất cao hơn rằng ít nhất một cá thể đang cảnh giác khi kẻ săn mồi đến gần. Vì nhiều kẻ săn mồi dựa vào yếu tố bất ngờ trong các cuộc tấn công thành công, việc phát hiện sớm kẻ thù sẽ làm giảm nguy cơ bị săn mồi. Việc phát hiện một kẻ săn mồi bởi một cá thể chỉ chuyển sang phát hiện nguy cơ cho tập thể nếu cá thể đó tạo ra một số loại tín hiệu để cảnh báo những cá thể còn lại trong nhóm. Tín hiệu có thể là một cuộc gọi có chủ ý của cá thể cảnh giác (như trong trường hợp của meerkats) hoặc đơn giản là sự rời đi của cá thể đã phát hiện ra kẻ săn mồi.
Các đàn chim thường có biểu hiện dò tìm tập thể. Một hoặc nhiều con chim ban đầu phát hiện ra mối đe dọa, và những con chim khác không nhận thấy mối đe dọa phát hiện ra sự rời đi của chúng và cũng phản ứng bằng cách chạy trốn. Sự vọt đi của nhiều con chim đồng thời có thể là một tín hiệu báo động hiệu quả hơn so với một con chim đơn lẻ vì các con chim thường rời đàn vì những lý do khác ngoài việc phát hiện động vật ăn thịt. Loài Halobates robustus truyền hành vi tránh động vật ăn thịt qua nhóm thông qua xúc giác: các cá thể ở rìa của đội hình phát hiện một động vật ăn thịt và di chuyển, va vào hàng xóm của chúng, chúng bắt đầu di chuyển và va vào nhiều cá thể hơn. 'Làn sóng' báo động này được gọi là 'Hiệu ứng Trafalgar'.

### Canh chừng

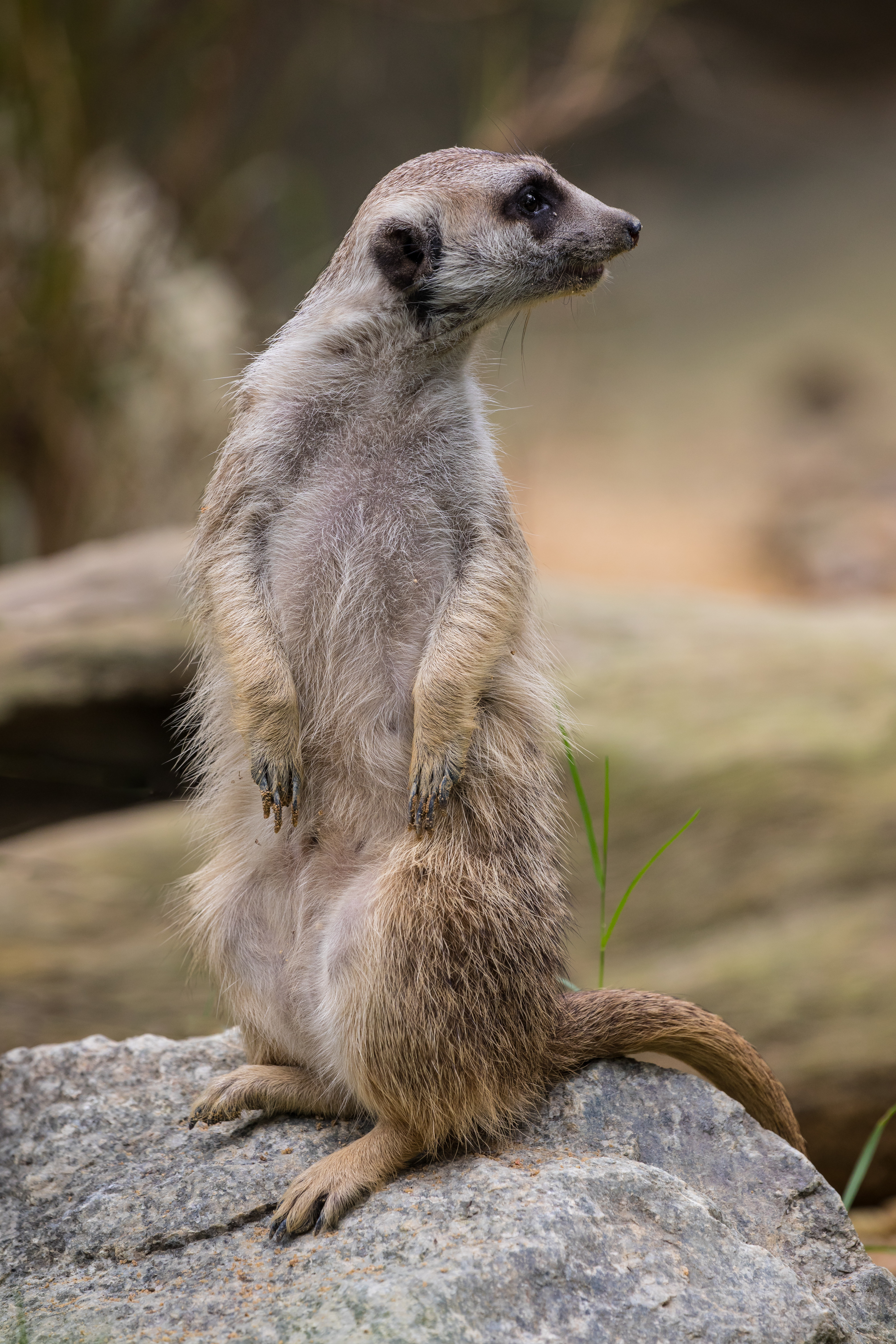
Một con cầy vằn đang canh chừng

Ở một số loài, các cá thể trong nhóm kiếm ăn có nhiệm vụ canh gác. Các lính canh trông chừng những kẻ săn mồi (thường từ một vị trí thuận lợi) trong khi những cá thể còn lại đi kiếm ăn và lính canh sẽ phát ra âm thanh báo động khi chúng phát hiện ra kẻ săn mồi. Nhiệm vụ canh gác đặc biệt quan trọng đối với những loài có hoạt động kiếm ăn không phù hợp với sự cảnh giác, hoặc kiếm ăn ở những khu vực tiếp xúc nhiều với động vật ăn thịt. Ví dụ, cầy mangut lùn (Helogale parvula) đào các động vật chân đốt từ mặt đất để ăn vốn một hoạt động đòi hỏi sự tập trung, chú tâm của cả thị giác và khứu giác của chúng đối với con mồi từ đó dẫn đến phân tán trong việc phát giác kẻ rình mò.
Thông thường, những con thú lính canh thực hiện các tiếng gọi yên lặng có chức năng như một 'bài hát của người canh gác' để trấn an những kẻ còn lại trong nhóm rằng một cá thể đang đề phòng. Để đối phó với một bầy lính canh kêu réo, những con bim bim (Turdoides bicolor) giảm cảnh giác của chúng, tản ra xa hơn trong nhóm và kiếm ăn trong các khu vực tiếp xúc nhiều hơn dẫn đến lượng sinh khối hấp thụ cao hơn.
Việc canh gác có thể là một hành vi vị tha vì một cá thể đang làm nhiệm vụ canh gác không thể kiếm ăn, có thể tiếp xúc nhiều hơn với những kẻ săn mồi và có thể thu hút sự chú ý của những kẻ săn mồi khi chúng kêu báo động. Tuy nhiên, những con cầy meerkats làm nhiệm vụ canh gác không có nguy cơ bị săn mồi cao hơn vì chúng thường là loài đầu tiên phát hiện ra kẻ săn mồi (ví dụ như chó rừng, loài đại bàng) và chạy trốn đến nơi an toàn. Cầy Meerkats cũng chỉ làm nhiệm vụ bảo vệ khi chúng đã no nên nếu không có cá thể nào khác làm nhiệm vụ canh gác, canh gác có thể là hành vi có lợi nhất vì cá thể này không có yêu cầu cho ăn và có thể hưởng lợi từ việc phát hiện động vật ăn thịt sớm nhất.

### Gian lận
Trong một nhóm lớn, một cá thể có thể gian lận bằng cách canh chừng ít hơn các thành viên khác trong nhóm mà không có bất kỳ ảnh hưởng tiêu cực nào đến tinh thần cảnh giác của cả nhóm. Lừa dối dường như là chiến lược có lợi nhất vì cá thể vẫn được hưởng lợi từ sự phát hiện chung của nhóm trong khi có thể kiếm ăn nhiều hơn các cá thể khác. Tuy nhiên, gian lận không phải là một chiến lược ổn định vì nếu tất cả các thành viên trong nhóm đều làm điều đó, thì sẽ không có tinh thần cảnh giác tập thể. Áp dụng mức độ cảnh giác rất cao trong một nhóm cũng không phải là một chiến lược ổn định vì một cá thể áp dụng mức độ cảnh giác thấp hơn sẽ có lợi thế hơn.
Tỷ lệ tập trung tầm soát kẻ săn ổn định về mặt tiến hóa (ESS) là tỷ lệ mà nếu tất cả các thành viên trong nhóm chấp nhận, một cá thể được dò xét thường xuyên hơn hoặc ít hơn sẽ có cơ hội sống sót thấp hơn. Duy trì sự cảnh giác của cá thể có thể là một chiến lược có lợi hơn nếu những con vật cảnh giác có được một số lợi thế. Những cá thể không cảnh giác thường là những người cuối cùng chạy trốn đến nơi an toàn, vì các nhóm thường chạy trốn liên tiếp từ những cá thể phát hiện ra kẻ săn mồi, những cá thể cảnh giác khi con vật đầu tiên rời đi, và cuối cùng là những cá thể không cảnh giác. 

## Ở các loài
Nhiều loài bò sát nhỏ như rắn và thằn lằn sống trên mặt đất hoặc dưới nước có nguy cơ bị các loại động vật ăn thịt săn bắt và ăn thịt, vì vậy trốn tránh kẻ thù là hình thức phổ biến nhấttrong kỹ năng tự vệ của các loài bò sát. Hầu hết các loài rắn và thằn lằn nhận biết từ dấu hiệu đầu tiên của mối nguy hiểm bằng lông tơ, trong khi đó rùa và cá sấu sẽ lao vào nước và lặn đi mất. Một số loài thú ăn cỏ có xu hướng hoảng hốt và bỏ chạy khi bị giật mình các loài hươu, nai và linh dương Gazen do chúng dễ hoảng sợ và cảnh giác cao độ và sẵn sàng nhảy qua các tường rào cao để tẩu thoát khi có động, hươu hay linh dương là các loài có bước nhảy cao cho phép chúng thoát khỏi những cái hàng rào khá dễ dàng.

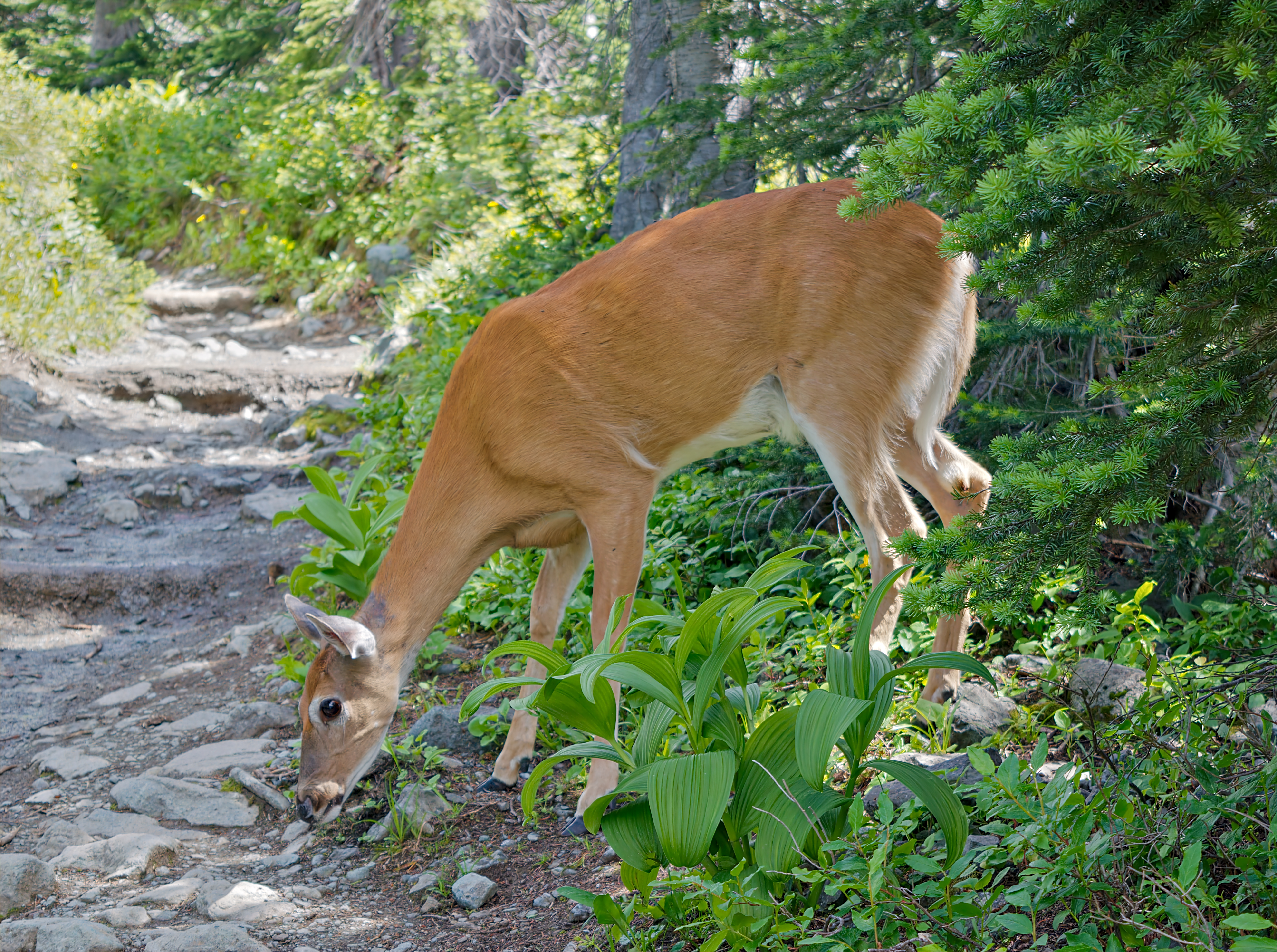
Một con hươu đang đánh hơi thăm dò

Hươu mũ lông có ngoại hình đáng sợ với răng nanh nhọn chìa ra tựa như ma ca rồng nhưng chúng khá nhút nhát. Loài hươu này sống rất bí mật, chỉ hoạt động vào lúc bình minh và hoàng hôn. Khi gặp nguy hiểm, chúng phát ra âm thanh giống tiếng chuông báo động để xua đuổi kẻ thù. Cá chép khá tinh vì cả năm cơ quan thính giác, thị giác, khứu giác, xúc giác và vị giác đều phát triển cho chúng có khả năng cảm nhận tốt, nhờ vậy chúng phát hiện nguy hiểm nhanh và nhậy hơn nhiều so với các loài cá khác. Cá chép còn có sự giao tiếp khá tốt với đồng loại, chúng thông tin cho nhau nơi có thức ăn, mối nguy hiểm và khi mắc lưỡi hay bị thương chúng sẽ tiết ra một loại mùi báo hiệu cho các con chép khác chạy trốn.
Ngựa hoang sống trên thảo nguyên, trong thời xa xưa vừa là đối tượng săn bắt của loài người, vừa là thức ăn của các loài thú dữ như hổ, báo, chó sói, sư tử, ngựa có rất nhiều thù địch chung quanh rình rập ăn thịt như cọp, sư tử, beo, gấu, chó sói, chúng không giống như trâu rừng có thể dùng sừng để quyết đấu khi bị dồn đến bước đường cùng nên biện pháp đối phó duy nhất là bỏ chạy thoát thân, tẩu thoát. Đó là nguyên nhân khiến cả đêm lẫn ngày, chúng phải đứng ngủ, đồng thời luôn dùng đôi tai, chiếc mũi rất thính nhạy để đề cao cảnh giác. Tập tính, thói quen ngủ đứng của ngựa vẫn được bảo tồn, phát huy đến ngày nay.
Khi cảm thấy bị đe dọa, ngựa kinh hoàng, ngẩng đầu cao, hai tai vểnh sang hai bên, thấy kẻ thù nguy hiểm thì chạy trốn. Nếu không chạy kịp, hay có ngựa con bên cạnh thì nó đứng dựng lên, sẳn sàng chiến đấu. Trong trường hợp nghi ngờ, phân vân thì một tai hướng về phía trước, tai kia hướng về phía sau để quyết đoán có kẻ thù hay không. Khi hoảng sợ thì đá hậu, tức giận thì dướn miệng, nhe răng, tai cụp về phía sau. Loài ngựa có cách giao cảm với đồng loại qua một loại âm thanh phát từ miệng như thở phì trong lúc đầu gật lên gật xuống (tỏ sự hoan hỉ), hay thở dài như cằn nhằn (chán ngán trở lại làm việc), chân đập vào đất (đòi ăn), hí dài (báo động nguy hiểm).
Chồn đất Châu Phi (hay còn gọi là cầy vằn, cầy đất) là một loài động vật có vú kích thước nhỏ trong họ cầy mangut. Chúng sống chủ yếu trong các khu vực của sa mạc ở Botswana và Nam Phi, sống ở sa mạc, tập trung theo từng bầy lớn và là loài động vật hết sức cảnh giác với các mối đe dọa bị tấn công trong môi trường sống. Mỗi bầy khoảng từ 20-30 con, cũng có bầy lên đến 50 con. Trong môi trường sống ở châu Phi, số lượng các loài sát thủ săn mồi đáng sợ không hề ít. Do đó, meerkat luôn luôn phải cảnh giác với các mối đe dọa tiềm tàng, đây là loài động vật khá cẩn trọng. Chúng có khả năng nhận thức về mối nguy hiểm bị săn mồi trong phạm vi rộng khi đứng thẳng bằng hai chân sau để quan sát cũng như cảnh báo cho bầy đàn.
Một hoặc nhiều chồn đất đứng canh gác trong khi những con khác đang tìm kiếm thức ăn hay đùa nghịch, để cảnh báo khi có nguy hiểm đến gần. Khi một động vật ăn thịt được phát hiện, Meerkat làm lính gác kêu một tiếng cảnh báo, và các thành viên khác của nhóm sẽ chạy và ẩn vào một trong những hốc nhỏ và truyền tin trên toàn lãnh thổ của chúng. Meerkat lính gác là con đầu tiên xuất hiện trở lại từ các hang và tìm kiếm các động vật ăn thịt, liên tục hét để báo cho những con khác dưới hang. Nếu không có mối đe dọa, các Meerkat lính gác dừng tín hiệu lại và những con khác cảm thấy an toàn để xuất hiện.
Những con linh dương giống như hầu hết các con mồi khác thì mắt được cấu trúc ở hai bên hộp sọ do đó trong khi báo săn có tầm nhìn khoảng hơn 200 độ thì việc bố trí hai mắt ở hai bên đầu của linh dương giúp nó giúp nó có tầm nhìn lên đến 270 độ, chỉ cần xoay nhẹ đầu nó có thể quan sát được 360 độ xung quanh ngoài ra mắt của chúng rất nhạy cảm ngay cả với những chuyển động nhỏ nhất của con thú săn mồi do đó khi trong tầm quan sát của linh dương thì phải hoàn toàn bất động vì nếu không, những kẻ săn mồi sẽ bị phát hiện và chúng sẽ báo động cho cả đàn bỏ chạy, linh dương là những con mồi có khứu giác rất nhạy do đó chỉ cần đánh hơi đúng hướng gió là có thể phát hiện nguy hiểm.